# Турово (Черниговская область)
Турово (укр. Турове) — село в Семёновском районе Черниговской области Украины. Население 11 человек. Занимает площадь 0,12 км².
Код КОАТУУ: 7424781508. Почтовый индекс: 15461. Телефонный код: +380 4659.

## Власть
Орган местного самоуправления — Жадовский сельский совет. Почтовый адрес: 15461, Черниговская обл., Семёновский р-н, с. Жадово, ул. Центральная, 15.